# Logan Paul
Logan Alexander Paul (Westlake (Ohio), 1 april 1995) is een Amerikaans youtuber, podcaster en professioneel worstelaar die sinds 30 juni 2022 onder contract staat bij Amerikaanse worstelorganisatie World Wrestling Entertainment (WWE). Hij was in 2021 reeds actief voor de federatie.
Het YouTube-kanaal van Logan had in 2023 ruim 23 miljoen abonnees. Op 6 juni 2021 bokste Logan tegen Floyd Mayweather jr. in een demonstratiewedstrijd. Logan Paul heeft twee keer eerder gevochten, beide keren was dat tegen Britse youtuber KSI. Een van de twee gevechten verloor hij en de andere eindigde in een gelijkspel.
Zijn broer Jake Paul is eveneens youtuber.

## Worstelcarrière
Paul was eerder reeds actief in de WWE, het grootste bedrijf ter wereld op het vlak van professioneel worstelen en sportentertainment. Op 2 april 2021, in het vrijdagavondprogramma Friday Night SmackDown, verscheen hij voor het eerst op WWE-televisie met professioneel worstelaar Sami Zayn. Paul verscheen daarna bij de 37ste editie van WWE's grootste evenement van het jaar, WrestleMania. Hij stond Sami Zayn bij in zijn wedstrijd tegen Kevin Owens. Op 3 september 2021, in een aflevering van SmackDown, keerde Paul terug naar WWE als speciale gast van Happy Corbin in The KO Show, waar Paul Corbin hielp om Kevin Owens aan te vallen.
Op 21 februari 2022, in een aflevering van WWE Raw, werd onthuld dat Paul de tag-teampartner van The Miz was om het op te nemen tegen Rey Mysterio en Dominik Mysterio op het evenement WrestleMania 38, dat plaatsvond op 2 april 2022. Miz en Paul behaalden een overwinning op The Mysterios. Na de wedstrijd viel Miz Paul echter aan.
Op 30 juni 2022 onthulde Paul op Twitter dat hij met WWE een meerjarig contract had gesloten.

## Aokigahara-controverse
Op 31 december 2017 plaatste Paul een vlog op YouTube waarin hij, tijdens zijn verblijf in Japan, met zijn entourage in Aokigahara, vaak ook het Zelfmoordbos genoemd, het lichaam toont van een man die zich recentelijk aldaar had verhangen. De video getiteld We found a dead body in the Japanese Suicide Forest werd binnen 24 uur meer dan 6,3 miljoen keer bekeken en leidde tot een golf aan kritiek, zowel in Japan als internationaal. Paul bood kort daarna zijn excuses aan voor de video en stelde dat hij het bewustzijn voor zelfmoord en zelfmoordpreventie wilde vergroten.

## Meest opgeleverde pay-per-views (PPV)

### Boksen
| Nr. | Gevecht                         | Datum            | Slogan                                  | Aantallen | Uitzendkanaal | Omzet        |
| --- | ------------------------------- | ---------------- | --------------------------------------- | --------- | ------------- | ------------ |
| 1.  | KSI vs. Logan Paul              | 25 augustus 2018 | Biggest Amateur Boxing Match in History | 1.300.000 | YouTube       | $ 13.000.000 |
| 2.  | Floyd Mayweather vs. Logan Paul | 6 juni 2021      | Bragging Rights                         | 1.000.000 | Showtime      | $ 50.000.000 |

| Nr. | Gevecht              | Datum           | Uitzendkanaal        | Aantallen |
| --- | -------------------- | --------------- | -------------------- | --------- |
| 1.  | KSI vs. Logan Paul 2 | 9 november 2019 | Sky Box Office (PPV) | 216.000   |